# Мітаб ібн Абдаллах
Мітаб ібн Абдаллах (араб. متعب بن عبد الله بن علي الرشيد; д/н — 1869) — 5-й емір Джебель-Шаммара у 1868—1869 роках.

## Життєпис
Походив з династії Аль-Рашид. Старший син Абдаллаха ібн Алі, еміра Джебель-Шаммари. Народився ще до того як батько у 1835 році став еміром. За часів панування свого старшого брата — еміра Таляля — користувався підтримкою частини родичів та шейхів шаммарських кланів.
Після смерті брата у 1868 році став новим еміром. Втім стикнувся зі змовами і інтригами небіжів та братів. Десять місяців потому Мітаба було вбито небожем Бандаром ібн Талялем прямо під час засідання маджлісу в палаці Барзан. За легендою для вбивства Бандар використав срібну кулю, оскільки Мітаб носив амулет, що захищав його від свинцю. Після цього Бандар став еміром, в родина Мітаба перебралася до Ер-Ріяду.